# Syndroom van Bálint
Het syndroom van Bálint is een in 1909 door Rezső Bálint geïdentificeerde neurologische aandoening. Het syndroom van Bálint kan ontstaan na een bilaterale posterieure pariëtale laesie. 
Mensen die hieraan lijden hebben slechts aandacht voor één object. Andere objecten, ook al bevinden ze zich erg dicht bij elkaar, worden niet gezien. Dit fenomeen wordt ook wel simultaanagnosie genoemd. Verder kunnen deze patiënten hun aandacht niet willekeurig van het ene object naar het andere verschuiven (ook wel oculaire apraxie genoemd). Met andere woorden, ze hebben hun aandacht niet onder controle. Het syndroom van Bálint bestaat naast simultaanagnosie en oculaire apraxie ook uit optische ataxie. Dit laatste houdt in dat patiënten de objecten die ze zien niet kunnen grijpen, omdraaien, ontwijken, enz.
Het syndroom van Bálint doet zich vaak voor bij mensen die lijden aan de ziekte van Alzheimer, maar het kan ook het resultaat zijn van meerdere cerebrovasculaire accidenten, intracraniale tumoren of hersenbeschadigingen.